# Specie di Magnolia
Elenco delle Specie di Magnolia:

## A
- Magnolia acuminata (L.) L.

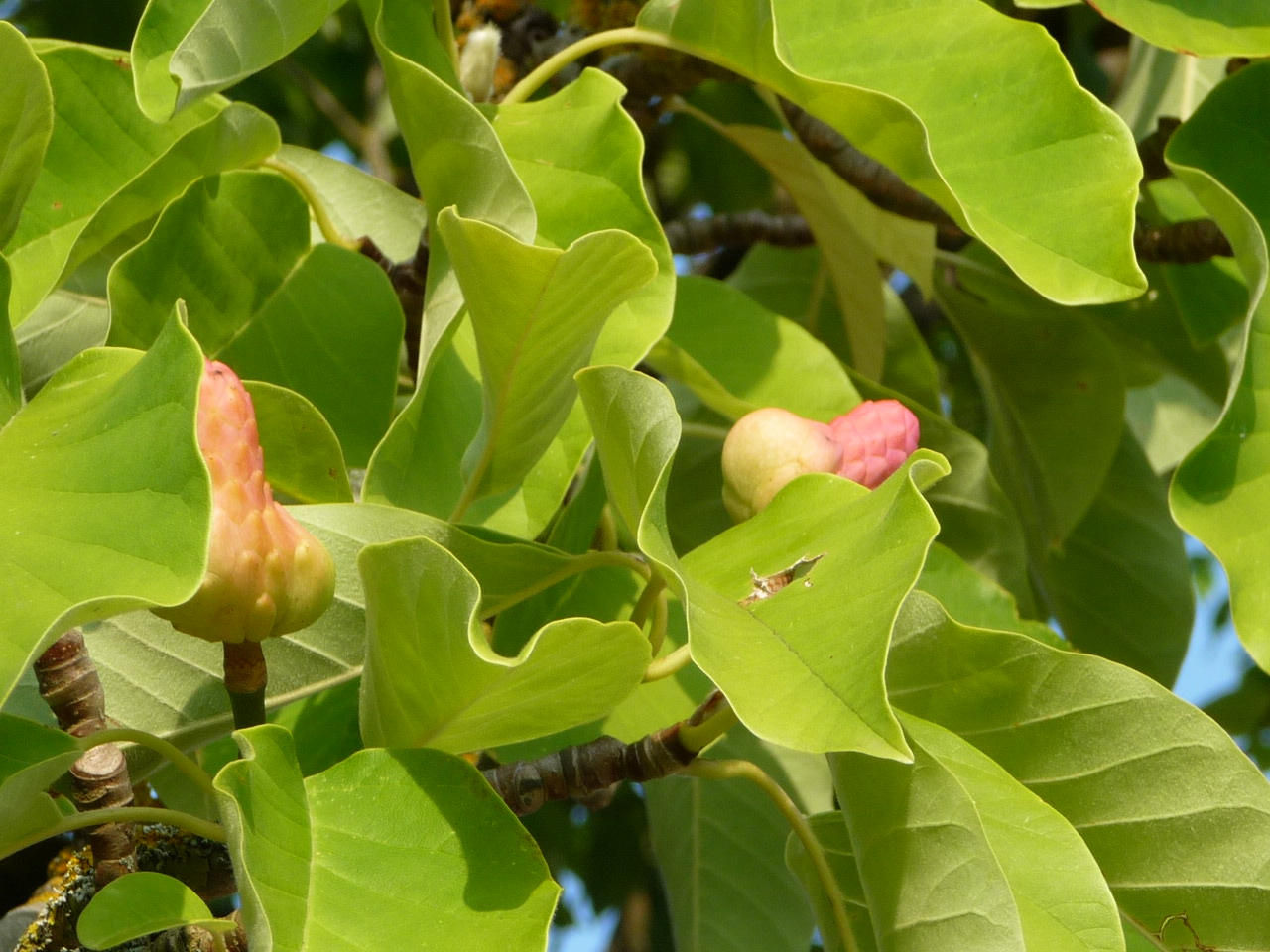
Magnolia acuminata

- Magnolia albosericea Chun & C.H.Tsoong
- Magnolia alejandrae García-Mor. & Iamonico
- Magnolia allenii Standl.
- Magnolia amazonica (Ducke) Govaerts
- Magnolia amoena W.C.Cheng
- Magnolia angatensis Blanco
- Magnolia angustioblonga (Y.W.Law & Y.F.Wu) Figlar
- Magnolia annamensis Dandy
- Magnolia arcabucoana (Lozano) Govaerts
- Magnolia argyrothricha (Lozano) Govaerts
- Magnolia aromatica (Dandy) V.S.Kumar
- Magnolia arroyoana Molinari
- Magnolia ashtonii Dandy ex Noot.
- Magnolia atlantida A.Vázquez
- Magnolia azulensis F.Arroyo

## B
- Magnolia baillonii Pierre
- Magnolia balansae A.DC.

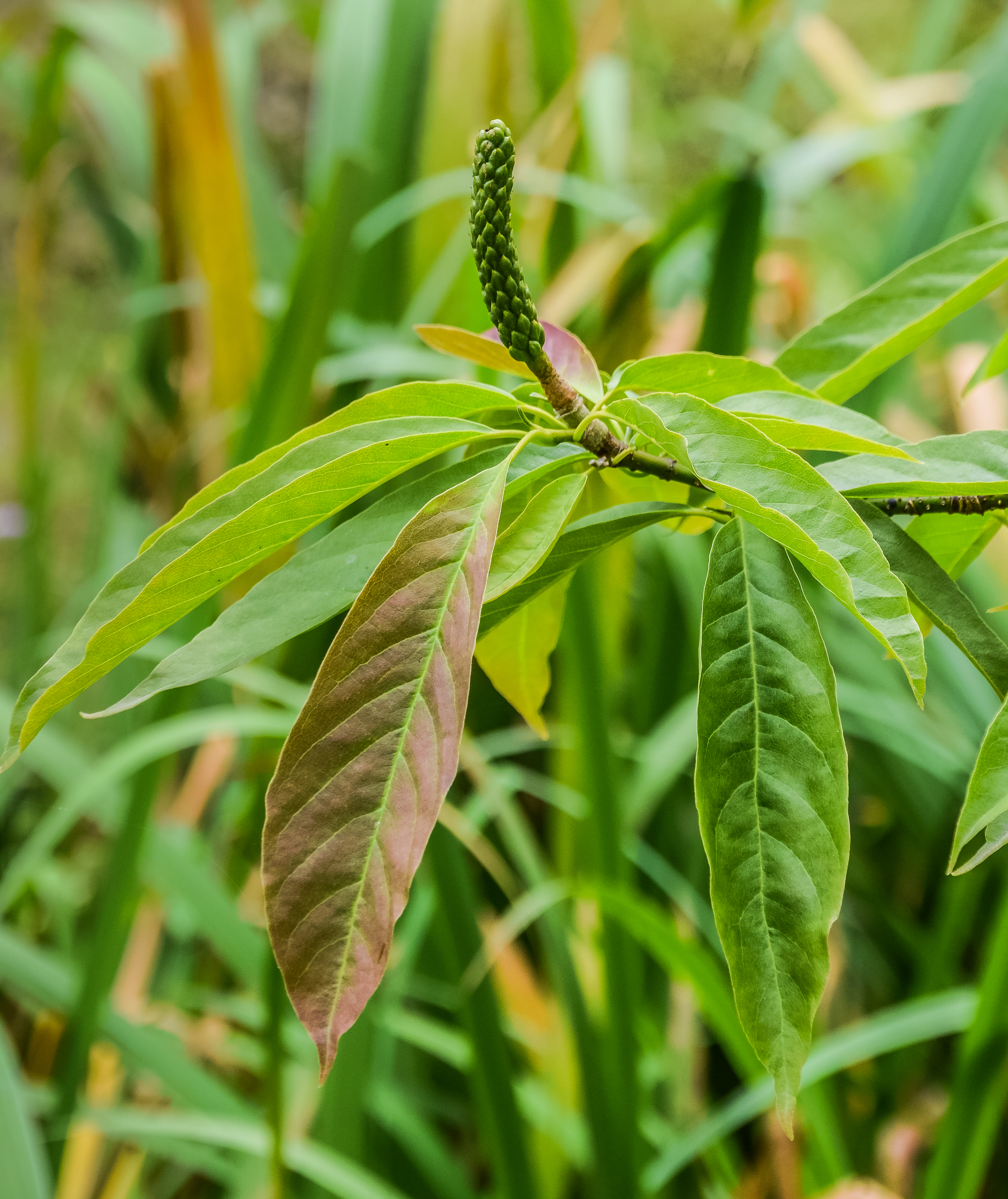
Magnolia biondii

- Magnolia banghamii (Noot.) Figlar & Noot.
- Magnolia bankardiorum M.O.Dillon & Sánchez Vega
- Magnolia bawangensis Y.W.Law, R.Z.Zhou & D.M.Liu
- Magnolia beccarii (Ridl.) ined.
- Magnolia betongensis (Craib) H.Keng
- Magnolia betongensis (Craib) H.Keng
- Magnolia betuliensis Aguilar-Cano & Humberto Mend.
- Magnolia bidoupensis Q.N.Vu
- Magnolia bintuluensis (A.Agostini) Noot.
- Magnolia biondii Pamp.
- Magnolia blaoensis (Gagnep.) Dandy
- Magnolia boliviana (M.Nee) Govaerts
- Magnolia borneensis Noot.
- Magnolia braianensis (Gagnep.) Figlar

## C

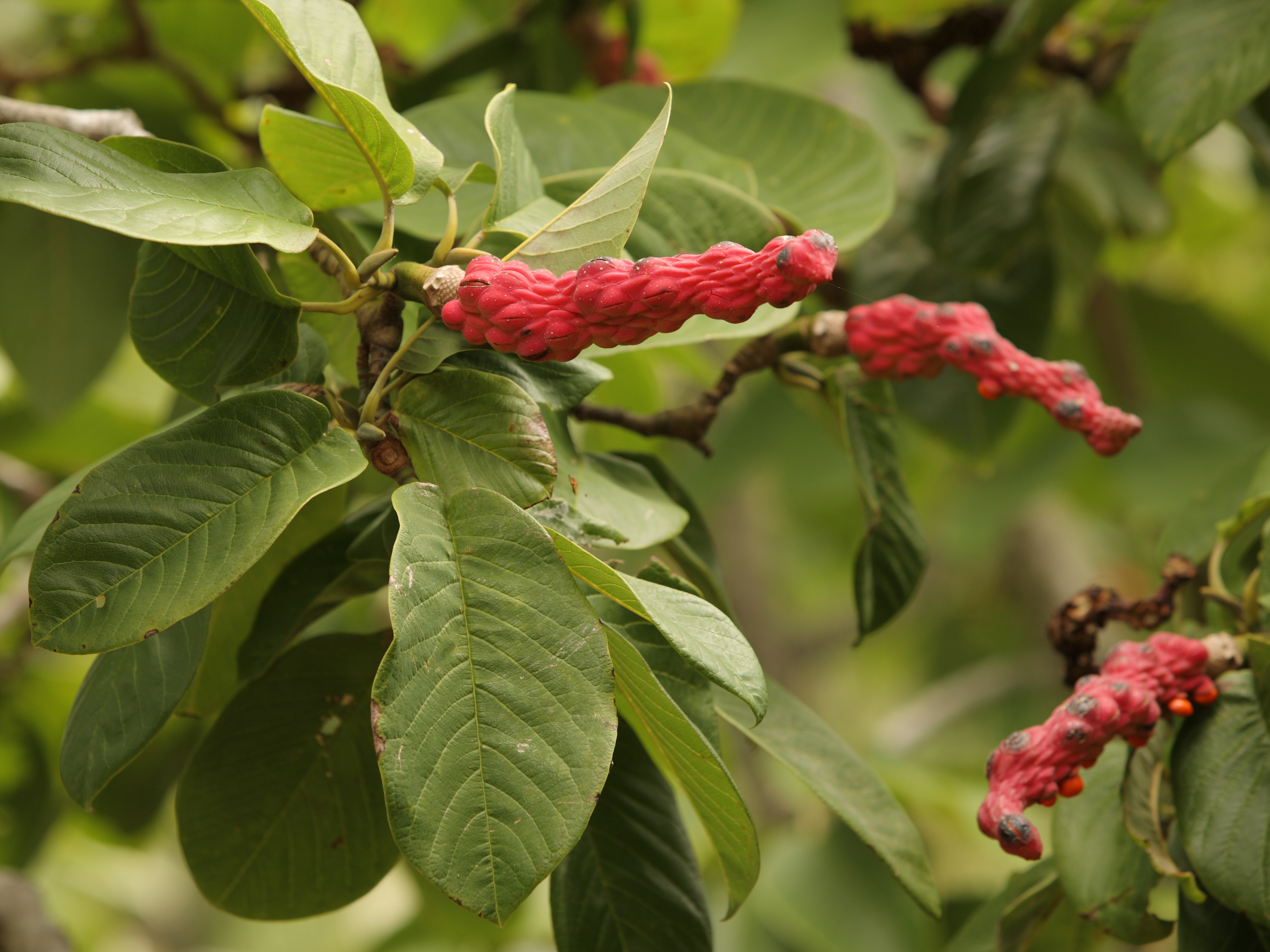
Magnolia campbellii

- Magnolia calimaensis (Lozano) Govaerts
- Magnolia calophylla (Lozano) Govaerts
- Magnolia calophylloides Figlar & Noot.
- Magnolia campbellii Hook.f. & Thomson
- Magnolia canandeana F.Arroyo
- Magnolia cararensis (Lozano) Govaerts
- Magnolia caricifragrans (Lozano) Govaerts
- Magnolia carnosa (D.L.Fu & D.L.Zhang) C.B.Callaghan & Png
- Magnolia carsonii Dandy ex Noot.
- Magnolia cathcartii (Hook.f. & Thomson) Noot.
- Magnolia cattienensis Q.N.Vu
- Magnolia cavaleriei (Finet & Gagnep.) Figlar
- Magnolia caveana (Hook.f. & Thomson) D.C.S.Raju & M.P.Nayar
- Magnolia cespedesii (Triana & Planch.) Govaerts
- Magnolia champaca (L.) Baill. ex Pierre
- Magnolia championii Benth.
- Magnolia changhungtana Noot.
- Magnolia chapensis (Dandy) Sima
- Magnolia chevalieri (Dandy) V.S.Kumar
- Magnolia chiguila F.Arroyo, Á.J.Pérez & A.Vázquez
- Magnolia chimantensis Steyerm. & Maguire
- Magnolia chiriquiensis A.Vázquez
- Magnolia chocoensis (Lozano) Govaerts
- Magnolia citrata Noot. & Chalermglin
- Magnolia clemensiorum Dandy
- Magnolia cochranei A.Vázquez
- Magnolia coco (Lour.) DC.
- Magnolia colombiana (Little) Govaerts
- Magnolia compressa Maxim.
- Magnolia conifera (Dandy) V.S.Kumar
- Magnolia coriacea (Hung T.Chang & B.L.Chen) Figlar
- Magnolia coronata M.Serna, C.Velásquez & Cogollo
- Magnolia costaricensis A.Vázquez
- Magnolia crassipes (Y.W.Law) V.S.Kumar
- Magnolia cristalensis Bisse
- Magnolia cubensis Urb.
- Magnolia cylindrica E.H.Wilson

## D

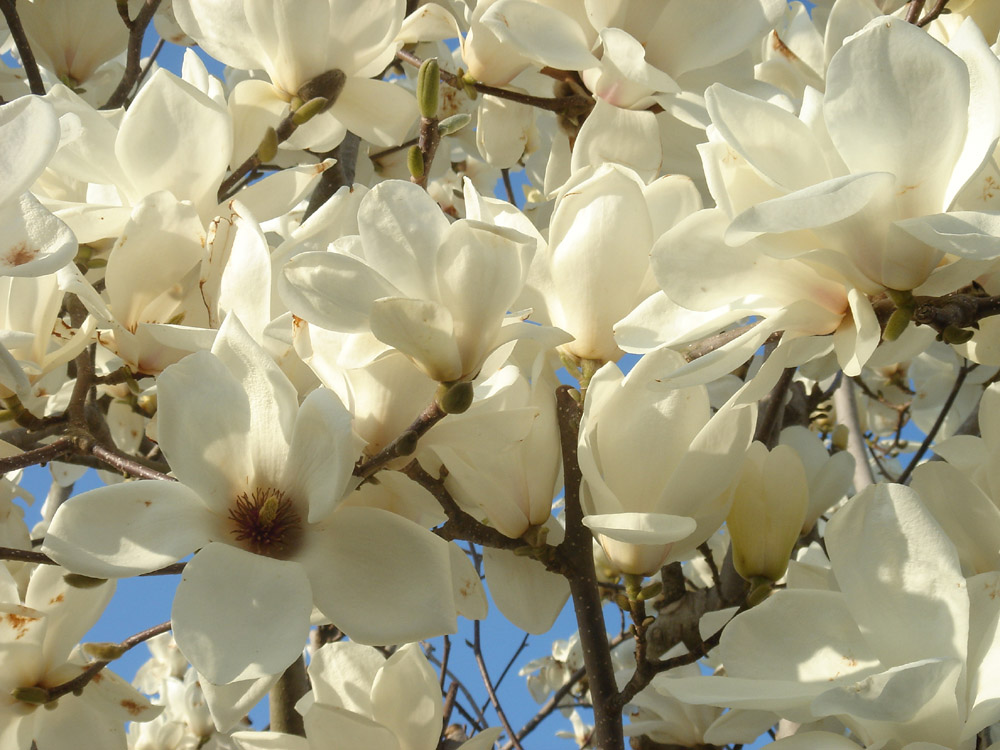
Magnolia denudata

- Magnolia dabieshanensis (T.B.Chao, Z.X.Chen & H.T.Dai) C.B.Callaghan & Png
- Magnolia dandyi Gagnep.
- Magnolia dawsoniana Rehder & E.H.Wilson
- Magnolia decastroi A.Vázquez & Muñiz-Castro
- Magnolia decidua (Q.Y.Zheng) V.S.Kumar
- Magnolia delavayi Franch.
- Magnolia denudata Desr.	 - magnolia yulan
- Magnolia dixonii (Little) Govaerts
- Magnolia dodecapetala (Lam.) Govaerts
- Magnolia doltsopa (Buch.-Ham. ex DC.) Figlar
- Magnolia domingensis Urb.
- Magnolia duclouxii (Finet & Gagnep.) Hu
- Magnolia duperreana Pierre

## E
- Magnolia ekmanii Urb.
- Magnolia elegans (Blume) H.Keng
- Magnolia × elegantifolia Noot.
- Magnolia elfina A.Vázquez
- Magnolia elliptigemmata C.L.Guo & L.L.Huang
- Magnolia emarginata Urb. & Ekman
- Magnolia equatorialis A.Vázquez
- Magnolia ernestii Figlar
- Magnolia espinalii (Lozano) Govaerts

## F

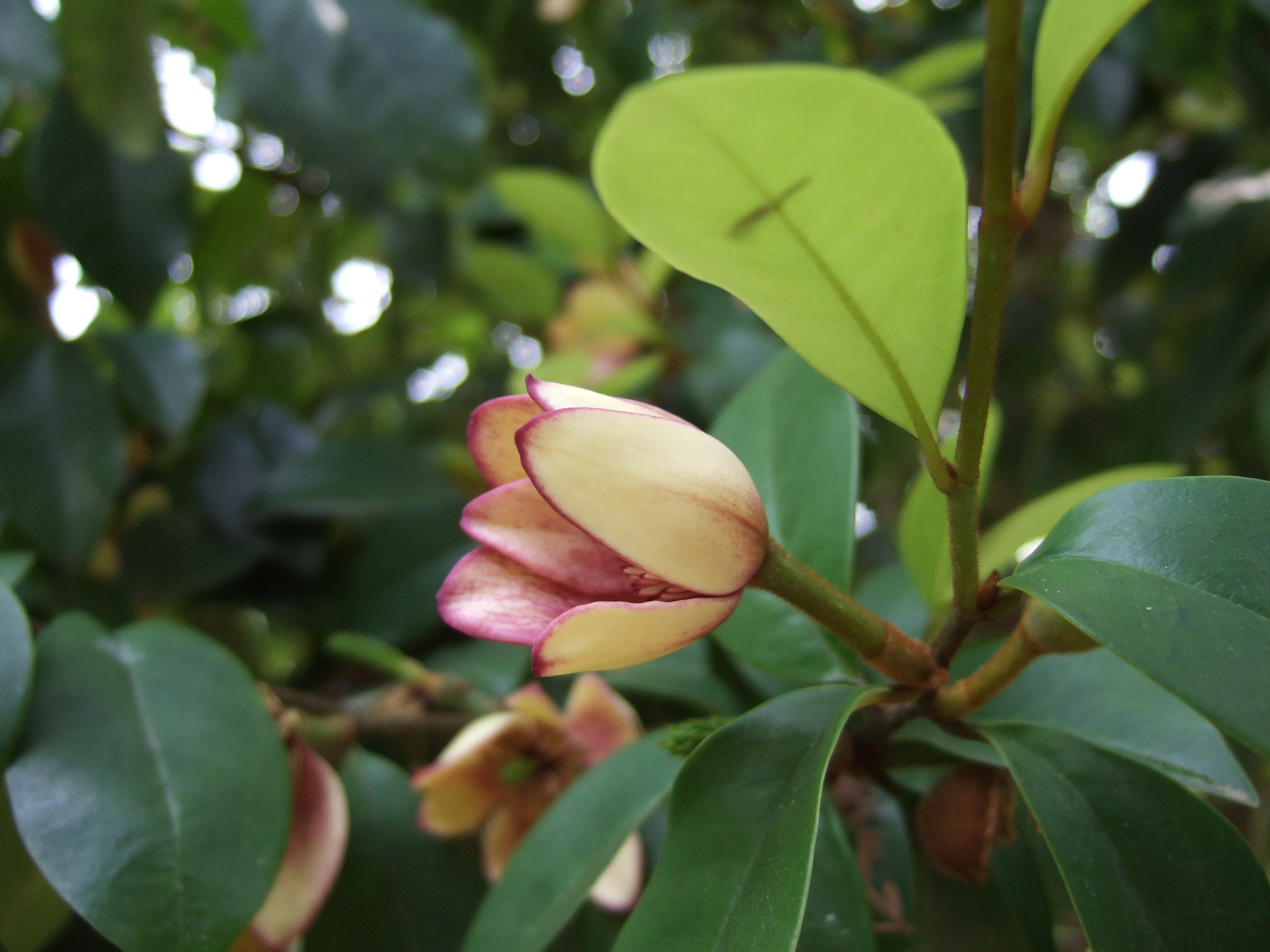
Magnolia figo

- Magnolia fansipanensis C.B.Callaghan & Png
- Magnolia faustinomirandae A.Vázquez
- Magnolia figlarii V.S.Kumar
- Magnolia figo (Lour.) DC.
- Magnolia fistulosa (Finet & Gagnep.) Dandy
- Magnolia flaviflora (Y.W.Law & Y.F.Wu) Figlar
- Magnolia floribunda (Finet & Gagnep.) Figlar
- Magnolia fordiana (Oliv.) Hu
- Magnolia foveolata (Merr. ex Dandy) Figlar
- Magnolia fragarigynandria (T.B.Chao, Z.X.Chen & H.T.Dai) C.B.Callaghan & Png
- Magnolia fraseri Walter
- Magnolia fujianensis (Q.F.Zheng) Figlar
- Magnolia fulva (Hung T.Chang & B.L.Chen) Figlar

## G

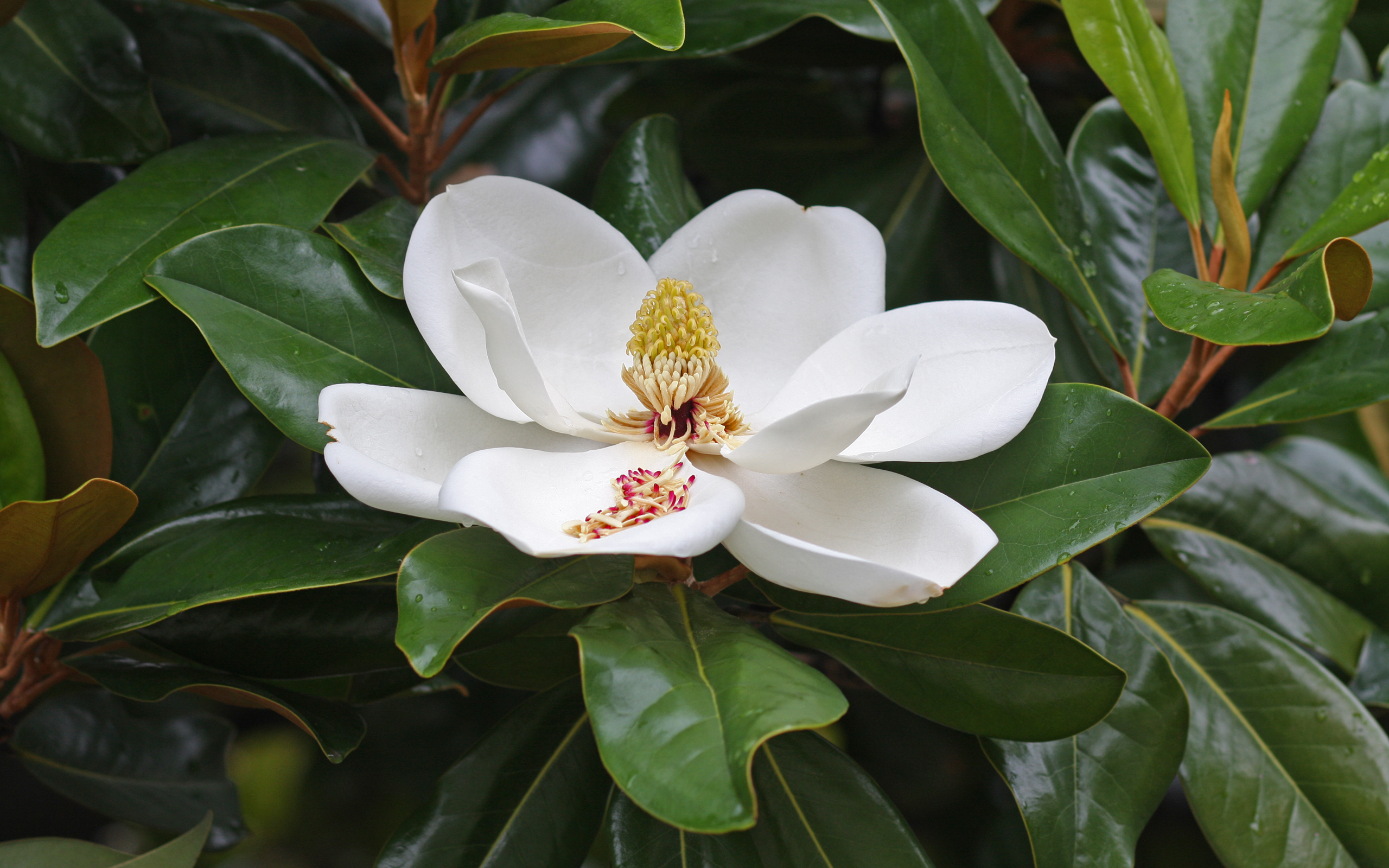
Magnolia grandiflora

- Magnolia garrettii (Craib) V.S.Kumar
- Magnolia gentryi A.Vázquez
- Magnolia georgii (Lozano) Govaerts
- Magnolia gigantifolia (Miq.) Noot.
- Magnolia gilbertoi (Lozano) Govaerts
- Magnolia globosa Hook.f. & Thomson
- Magnolia gloriensis (Pittier) Govaerts
- Magnolia grandiflora L.
- Magnolia grandis (Hu & W.C.Cheng) V.S.Kumar
- Magnolia griffithii Hook.f. & Thomson
- Magnolia guanacastensis A.Vázquez
- Magnolia guangdongensis (Y.H.Yan, Q.W.Zeng & F.W.Xing) Noot.
- Magnolia guangxiensis (Y.W.Law & R.Z.Zhou) Sima
- Magnolia guangzhouensis (A.Q.Dong, Q.W.Zeng & F.W.Xing) C.B.Callaghan & Png
- Magnolia guatapensis (Lozano) Govaerts
- Magnolia guatemalensis Donn.Sm.
- Magnolia guerrerensis J.Jiménez Ram., K.Vega & Cruz Durán
- Magnolia gustavii King

## H
- Magnolia hamorii Howard
- Magnolia henaoi (Lozano) Govaerts
- Magnolia henryi Dunn
- Magnolia hernandezii (Lozano) Govaerts
- Magnolia hodgsonii (Hook.f. & Thomson) H.Keng
- Magnolia hondurensis A.M.Molina
- Magnolia hongheensis (Y.M.Shui & W.H.Chen) V.S.Kumar
- Magnolia hookeri (Cubitt & W.W.Sm.) D.C.S.Raju & M.P.Nayar
- Magnolia hypolampra (Dandy) Figlar

## I
- Magnolia iltisiana Vazquez
- Magnolia inbioana A.Vázquez
- Magnolia insignis Wall.

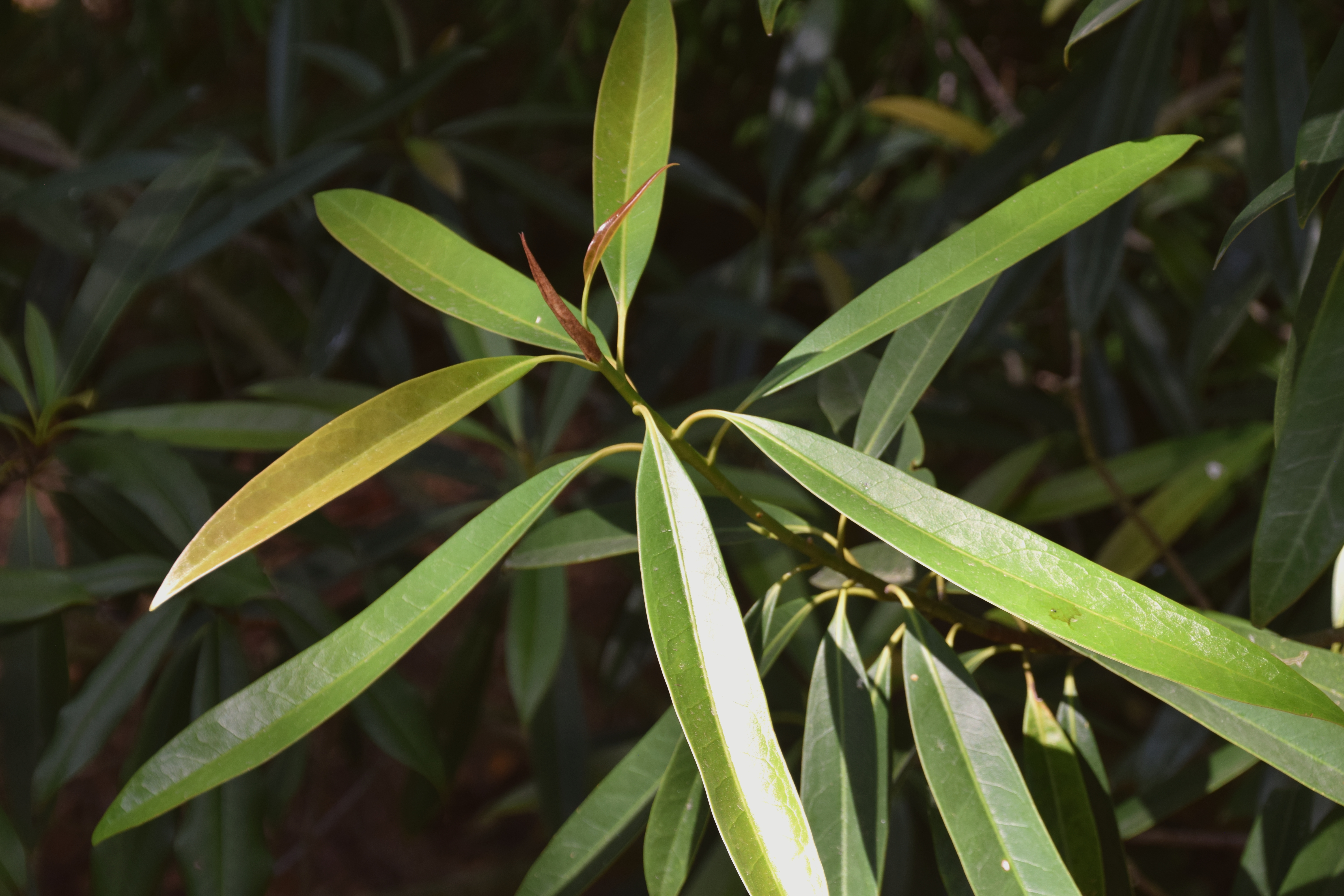
Magnolia insignis

- Magnolia irwiniana (Lozano) Govaerts
- Magnolia iteophylla (C.Y.Wu ex Y.W.Law & Y.F.Wu) Noot.

## J
- Magnolia jaenensis Marcelo-Peña
- Magnolia jaliscana A.Vázquez & R.Guzmán
- Magnolia jardinensis M.Serna, C.Velásquez & Cogollo
- Magnolia jianfenglingensis (G.A.Fu & Kun Pan) C.B.Callaghan & Png
- Magnolia × jigongshanensis T.B.Chao, D.L.Fu & W.B.Sun
- Magnolia juninensis F.Arroyo

## K

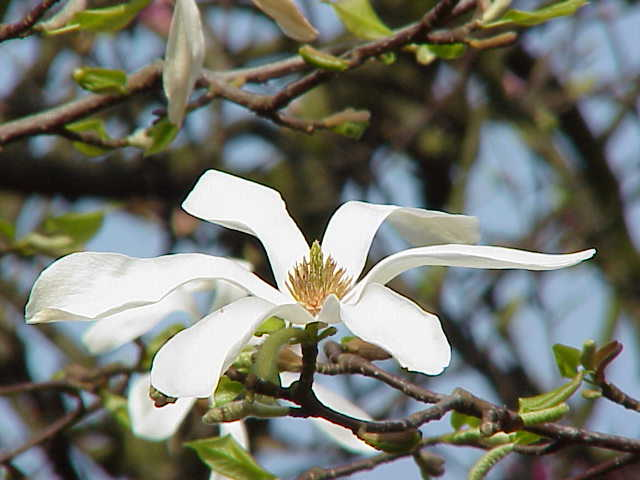
Magnolia kobus

- Magnolia kachinensis S.S.Zhou, Q.Liu & Sima
- Magnolia kachirachirai (Kaneh. & Yamam.) Dandy
- Magnolia kaifui (Q.W.Zeng & X.M.Hu) C.B.Callaghan & Png
- Magnolia katiorum (Lozano) Govaerts
- Magnolia kichuana A.Vázquez, F.Arroyo & Á.J.Pérez
- Magnolia kingii (Dandy) Figlar
- Magnolia kisopa (Buch.-Ham. ex DC.) Figlar
- Magnolia kobus DC.
- Magnolia koordersiana (Noot.) Figlar
- Magnolia krusei J.Jiménez Ram. & Cruz Durán
- Magnolia kwangsiensis Figlar & Noot.
- Magnolia kwangtungensis Merr.

## L

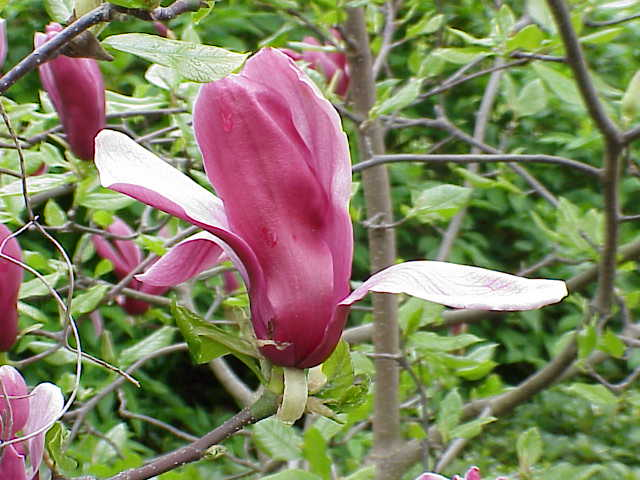
Magnolia liliiflora

- Magnolia lacandonica A.Vázquez, Pérez-Farr. & Mart.-Camilo
- Magnolia lacei (W.W.Sm.) Figlar
- Magnolia laevifolia (Y.W.Law & Y.F.Wu) Noot.
- Magnolia lamdongensis V.T.Tran, Duy & N.H.Xia
- Magnolia lanuginosa (Wall.) Figlar & Noot.
- Magnolia lanuginosoides Figlar & Noot.
- Magnolia lasia Noot.
- Magnolia lawii (N.H.Xia & W.F.Liao) C.B.Callaghan & Png
- Magnolia lenticellata (Lozano) Govaerts
- Magnolia leveilleana (Dandy) Figlar
- Magnolia liliifera (L.) Baill.
- Magnolia liliiflora Desr.
- Magnolia longipedunculata (Q.W.Zeng & Y.W.Law) V.S.Kumar
- Magnolia lopezobradorii A.Vázquez
- Magnolia lotungensis Chun & C.H.Tsoong
- Magnolia lozanoi A.Vázquez & Castro-Arce
- Magnolia lucida (B.L.Chen & S.C.Yang) V.S.Kumar

## M
- Magnolia macclurei (Dandy) Figlar
- Magnolia macklottii (Korth.) Dandy

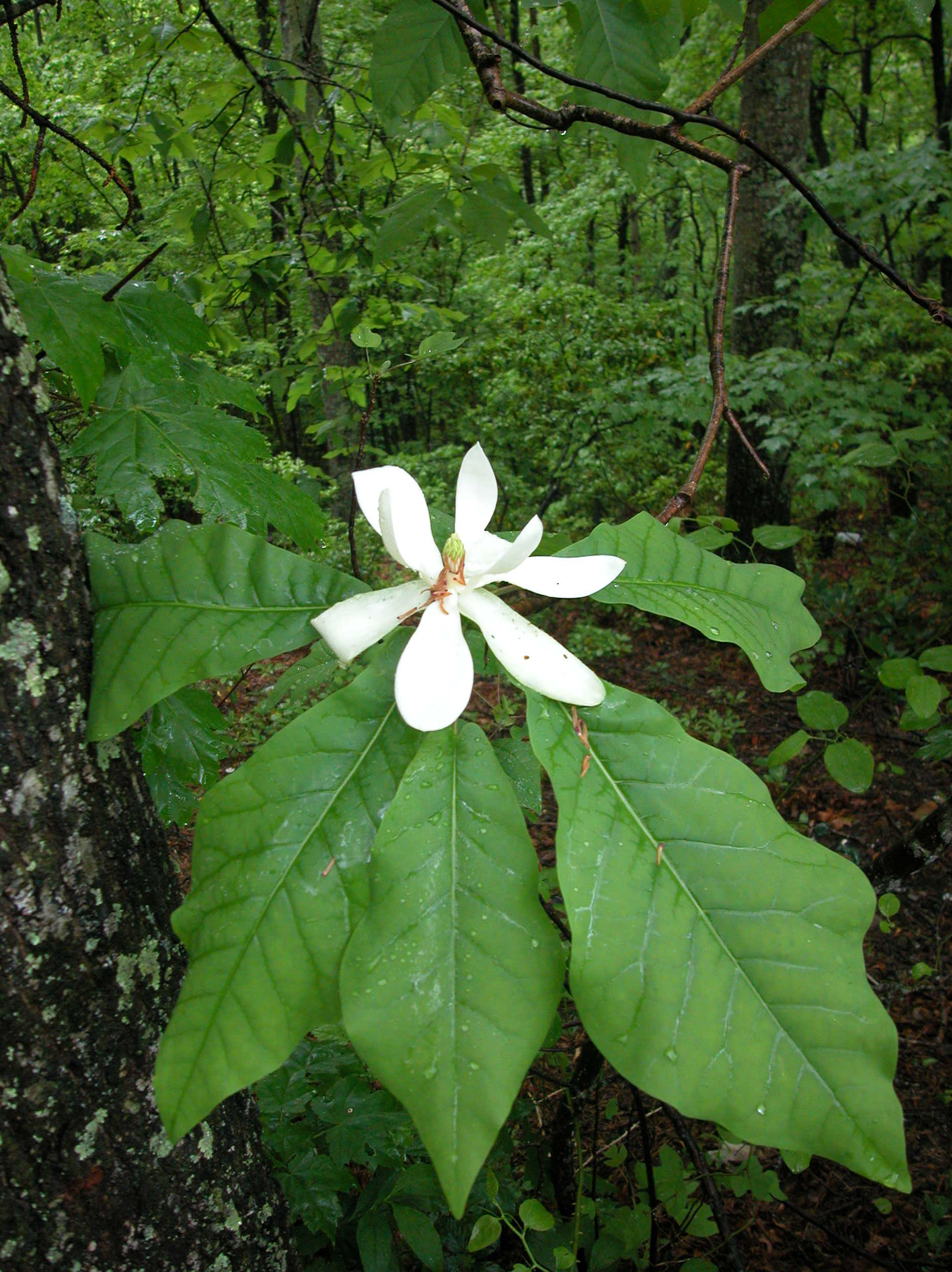
Magnolia macrophylla

- Magnolia macrocarpa (Zucc.) A.Vázquez & Castro-Arce
- Magnolia macrophylla Michx.
- Magnolia madidiensis A.Vázquez
- Magnolia mahechae (Lozano) Govaerts
- Magnolia manguillo Marcelo-Peña & F.Arroyo
- Magnolia mannii (King) Figlar
- Magnolia mariusjacobsia Noot.
- Magnolia martini H.Lév.
- Magnolia mashpi Á.J.Pérez, F.Arroyo & A.Vázquez
- Magnolia masticata (Dandy) Figlar
- Magnolia maudiae (Dunn) Figlar
- Magnolia mayae A.Vázquez & Pérez-Farr.
- Magnolia mediocris (Dandy) Figlar
- Magnolia mercedesiarum D.A.Neill, A.Vázquez & F.Arroyo
- Magnolia mexicana DC.
- Magnolia mindoensis A.Vázquez, D.A.Neill & A.Dahua
- Magnolia minor (Urb.) Govaerts
- Magnolia × mirifolia (D.L.Fu, T.B.Chao & Zhi X.Chen) Noot.
- Magnolia montana (Blume) Figlar
- Magnolia montebelloensis A.Vázquez & Pérez-Farr.
- Magnolia morii (Lozano) Govaerts
- Magnolia multinervia A.Vázquez

## N
- Magnolia nana Dandy

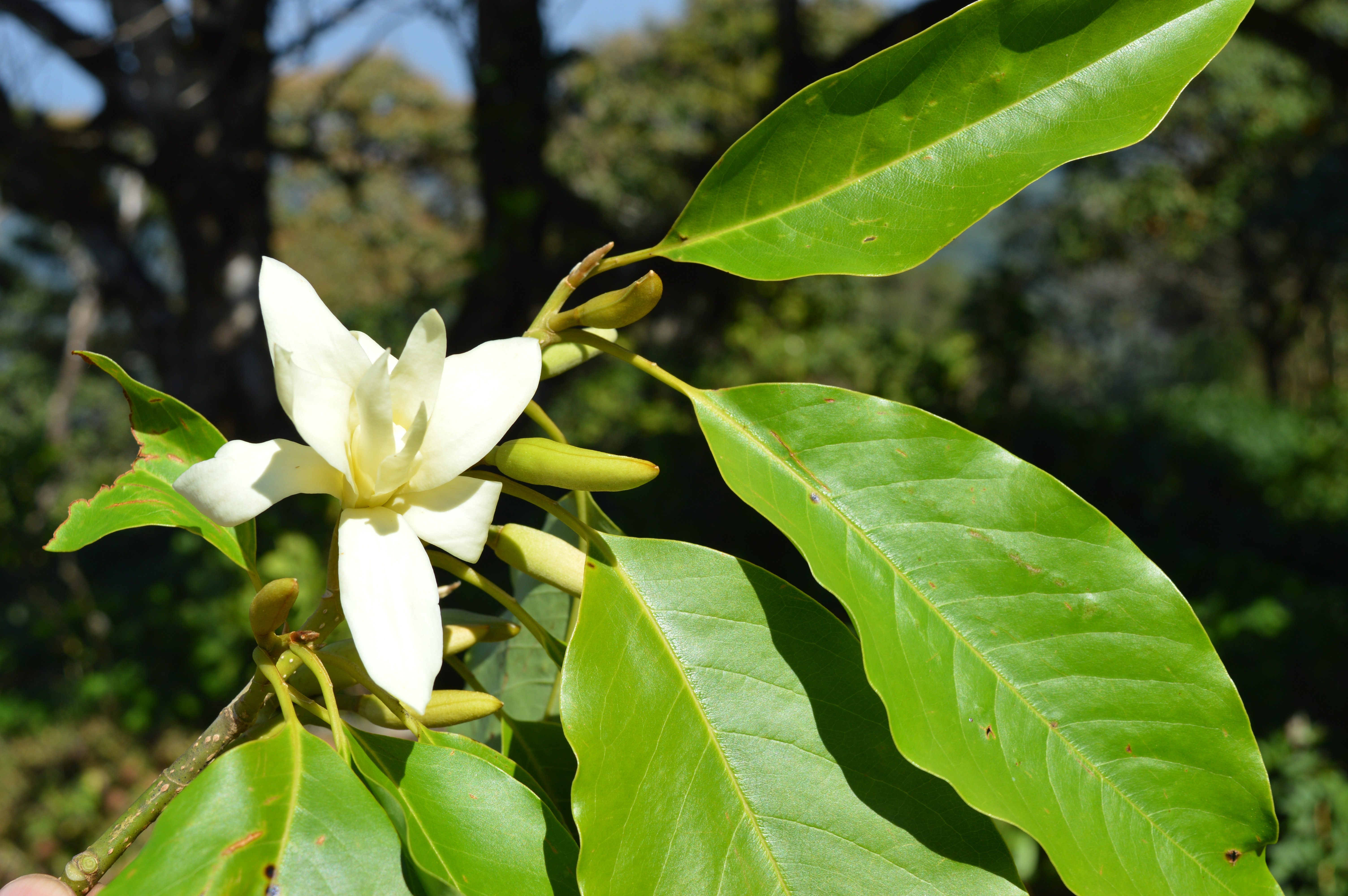
Magnolia nilagirica

- Magnolia narinensis (Lozano) Govaerts
- Magnolia neillii (Lozano) Govaerts
- Magnolia neomagnifolia I.M.Turner
- Magnolia nilagirica (Zenker) Figlar
- Magnolia nitida W.W.Sm.
- Magnolia nuevoleonensis A.Vázquez & Domínguez-Yescas

## O
- Magnolia oaxacensis A.Vázquez
- Magnolia oblonga (Wall. ex Hook.f. & Thomson) Figlar
- Magnolia oblongifolia (León) Palmarola
- Magnolia obovalifolia (C.Y.Wu & Y.W.Law) V.S.Kumar
- Magnolia obovata Thunb.
- Magnolia odora (Chun) Figlar & Noot.
- Magnolia odoratissima Y.W.Law & R.Z.Zhou
- Magnolia ofeliae A.Vázquez & Cuevas
- Magnolia officinalis Rehder & E.H.Wilson
- Magnolia omeiensis (W.C.Cheng) Dandy
- Magnolia opipara (Hung T.Chang & B.L.Chen) Sima
- Magnolia orbiculata (Britton & P.Wilson) Palmarola
- Magnolia ovata (A.St.-Hil.) Spreng.
- Magnolia ovoidea (Hung T.Chang & B.L.Chen) V.S.Kumar

## P
- Magnolia pacifica Vazquez
- Magnolia pahangensis Noot.
- Magnolia palandana F.Arroyo
- Magnolia pallescens Urb. & Ekman

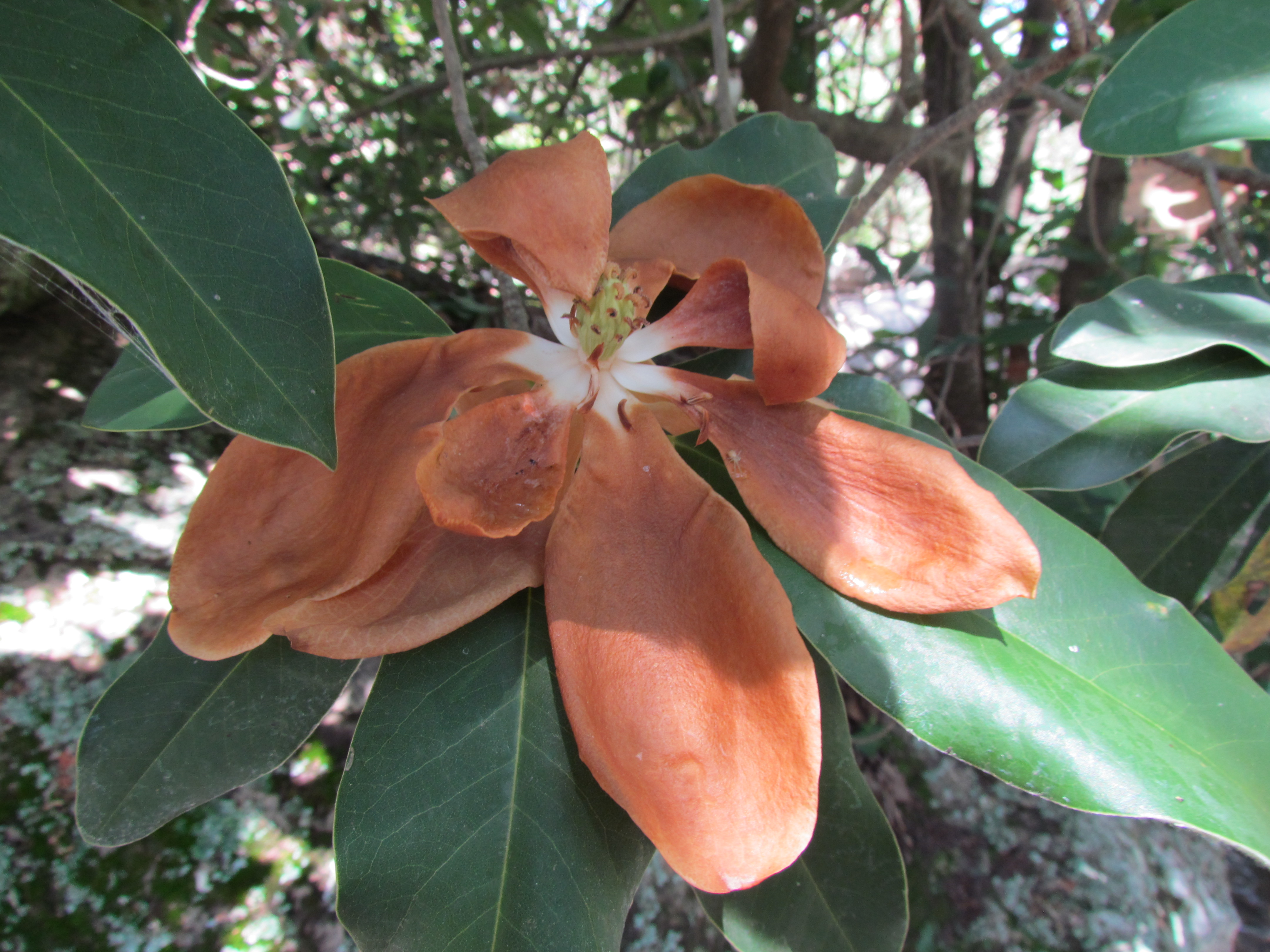
Magnolia pacifica

- Magnolia panamensis H.H.Iltis & Vazquez
- Magnolia paranaensis A.Vázquez
- Magnolia pastazaensis F.Arroyo & Á.J.Pérez
- Magnolia patungensis (Hu) Noot.
- Magnolia pealiana King
- Magnolia pedrazae A.Vázquez
- Magnolia perezfarrerae A.Vázquez & Gómez-Domínguez
- Magnolia persuaveolens Dandy
- Magnolia peruviana A.Vázquez
- Magnolia philippinensis P.Parm.
- Magnolia platyphylla (Merr.) Figlar & Noot.
- Magnolia pleiocarpa (Dandy) Figlar & Noot.
- Magnolia poasana (Pittier) Dandy
- Magnolia polyhypsophylla (Lozano) Govaerts
- Magnolia portoricensis Bello
- Magnolia praecalva (Dandy) Figlar & Noot.
- Magnolia × proctoriana Rehder
- Magnolia ptaritepuiana Steyerm.
- Magnolia pterocarpa Roxb.
- Magnolia pubescens (Merr.) Figlar & Noot.
- Magnolia pugana (H.H.Iltis & Vazquez) A.Vazquez & Carvajal
- Magnolia punduana (Hook.f. & Thomson) Figlar

## Q

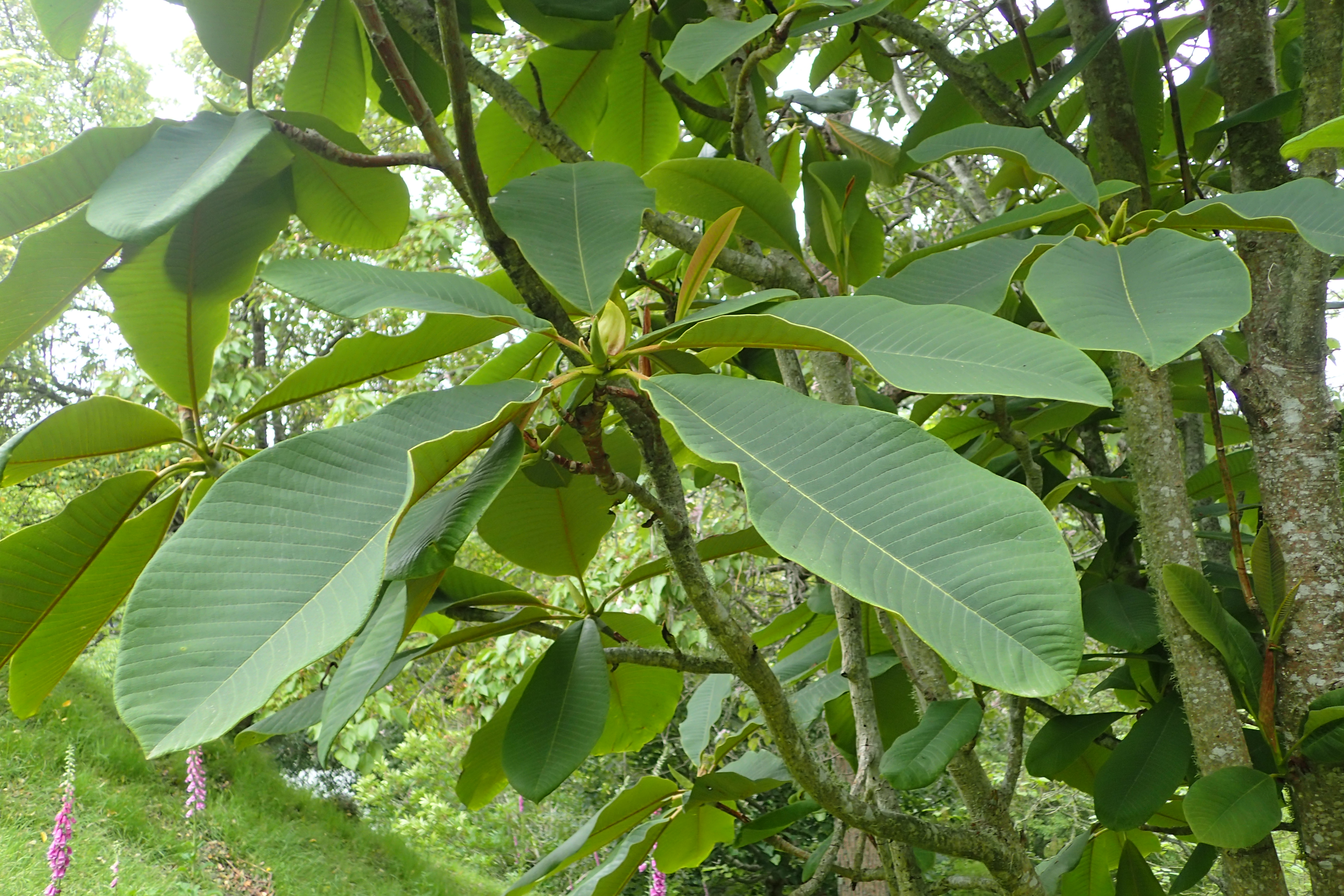
Magnolia rostrata

- Magnolia quetzal A.Vázquez, Véliz & Tribouill.

## R
- Magnolia rabaniana (Hook.f. & Thomson) D.C.S.Raju & M.P.Nayar
- Magnolia rajaniana (Craib) Figlar
- Magnolia resupinatifolia Aguilar-Cano & Humberto Mend.
- Magnolia rimachii (Lozano) Govaerts
- Magnolia rostrata W.W.Sm.
- Magnolia rufibarbata (Dandy) V.S.Kumar
- Magnolia rzedowskiana A.Vázquez, Domínguez-Yescas & R.Pedraza

## S

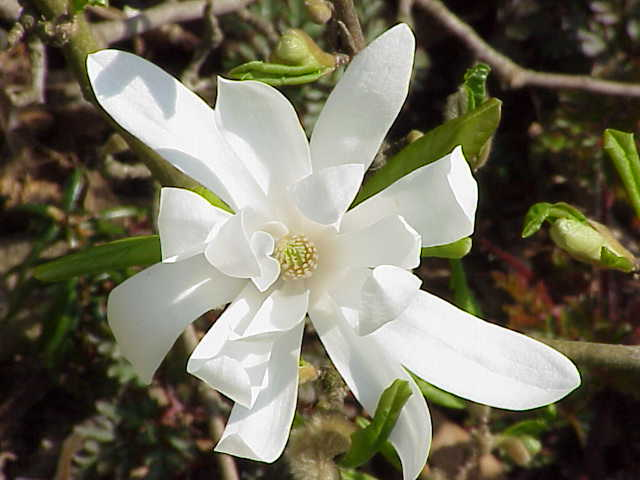
Magnolia stellata

- Magnolia sabahensis (Dandy ex Noot.) Figlar & Noot.
- Magnolia salicifolia (Siebold & Zucc.) Maxim.
- Magnolia sambuensis (Pittier) Govaerts
- Magnolia sanchez-vegae Marcelo-Peña
- Magnolia santanderiana (Lozano) Govaerts
- Magnolia sapaensis (N.H.Xia & Q.N.Vu) Grimshaw & Macer
- Magnolia sarawakensis (A.Agostini) Noot.
- Magnolia sargentiana Rehder & E.H.Wilson
- Magnolia savegrensis A.Vázquez
- Magnolia schiedeana Schltl.
- Magnolia scortechinii (King) Figlar & Noot.
- Magnolia sellowiana (A.St.-Hil.) Govaerts
- Magnolia sharpii V.V.Miranda
- Magnolia shiluensis (Chun & Y.F.Wu) Figlar
- Magnolia shirenshanensis (D.L.Fu & T.B.Chao) C.B.Callaghan & Png
- Magnolia shizhenii (D.L.Fu & F.W.Li) C.B.Callaghan & Png
- Magnolia shuariorum F.Arroyo & A.Vázquez
- Magnolia siamensis (Dandy) H.Keng
- Magnolia sieboldii K.Koch
- Magnolia silvioi (Lozano) Govaerts
- Magnolia sinacacolinii A.Vázquez
- Magnolia singapurensis (Ridl.) H.Keng
- Magnolia sinica (Y.W.Law) Noot.
- Magnolia sinostellata P.L.Chiu & Z.H.Chen
- Magnolia sirindhorniae Noot. & Chalermglin
- Magnolia sororum Seibert
- Magnolia × soulangeana Soul.-Bod.
- Magnolia sphaerantha (C.Y.Wu ex Y.W.Law & Y.F.Wu) Sima
- Magnolia splendens Urb.
- Magnolia sprengeri Pamp.
- Magnolia stellata (Siebold & Zucc.) Maxim.
- Magnolia steyermarkii A.Vázquez
- Magnolia striatifolia Little
- Magnolia sulawesiana Brambach, Noot. & Culmsee
- Magnolia sumatrae (Dandy) Figlar & Noot.
- Magnolia sumatrana (Miq.) Figlar & Noot.

## T
- Magnolia talamancana A.Vázquez
- Magnolia tamaulipana Vazquez

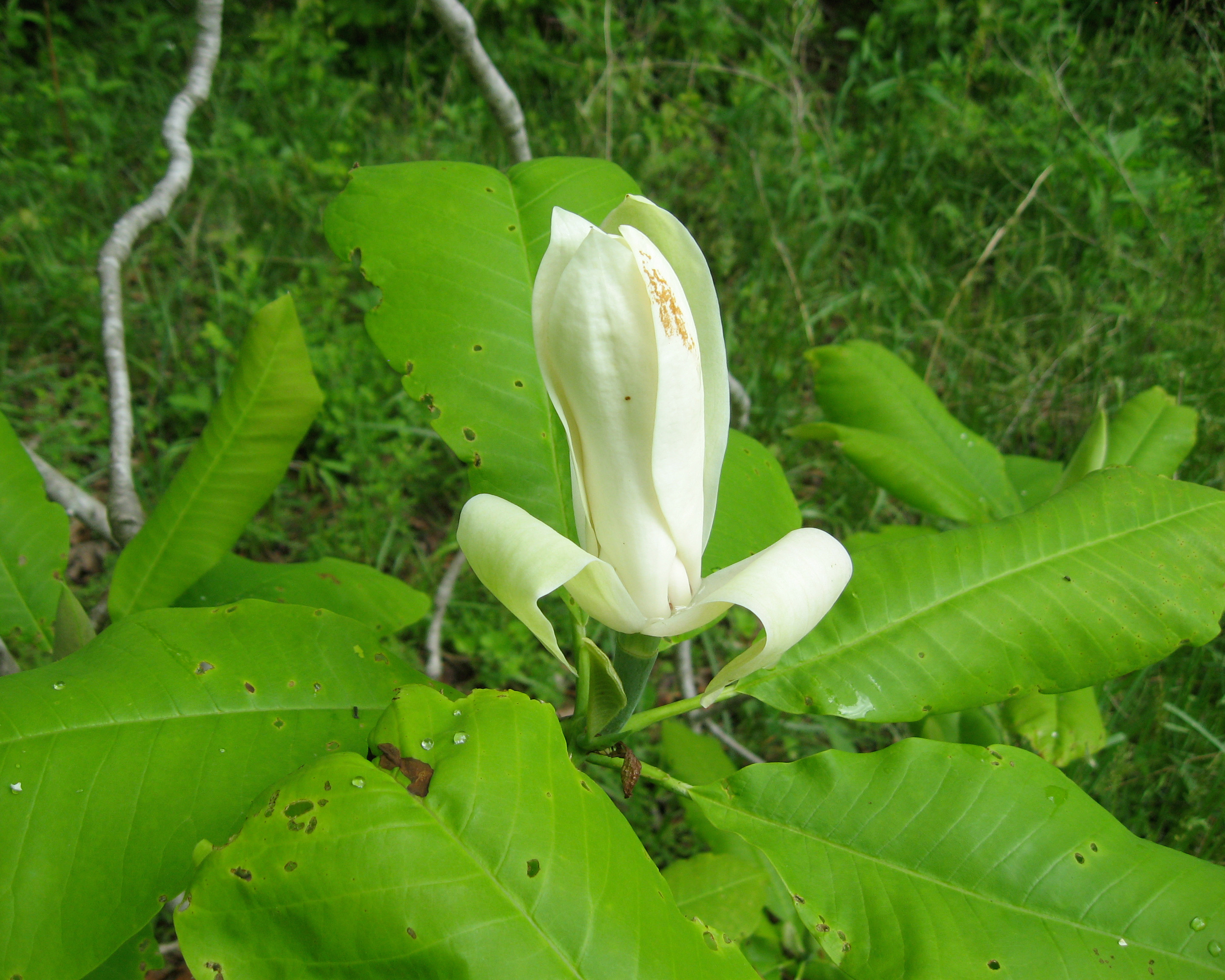
Magnolia tripetala

- Magnolia tarahumara (Vazquez) A.Vázquez
- Magnolia thailandica Noot. & Chalermglin
- Magnolia tiepii V.T.Tran & Duy
- Magnolia tripetala (L.) L.
- Magnolia tsiampacca (L.) Figlar & Noot.

## U
- Magnolia urraoensis (Lozano) Govaerts
- Magnolia utilis (Dandy) V.S.Kumar

## V

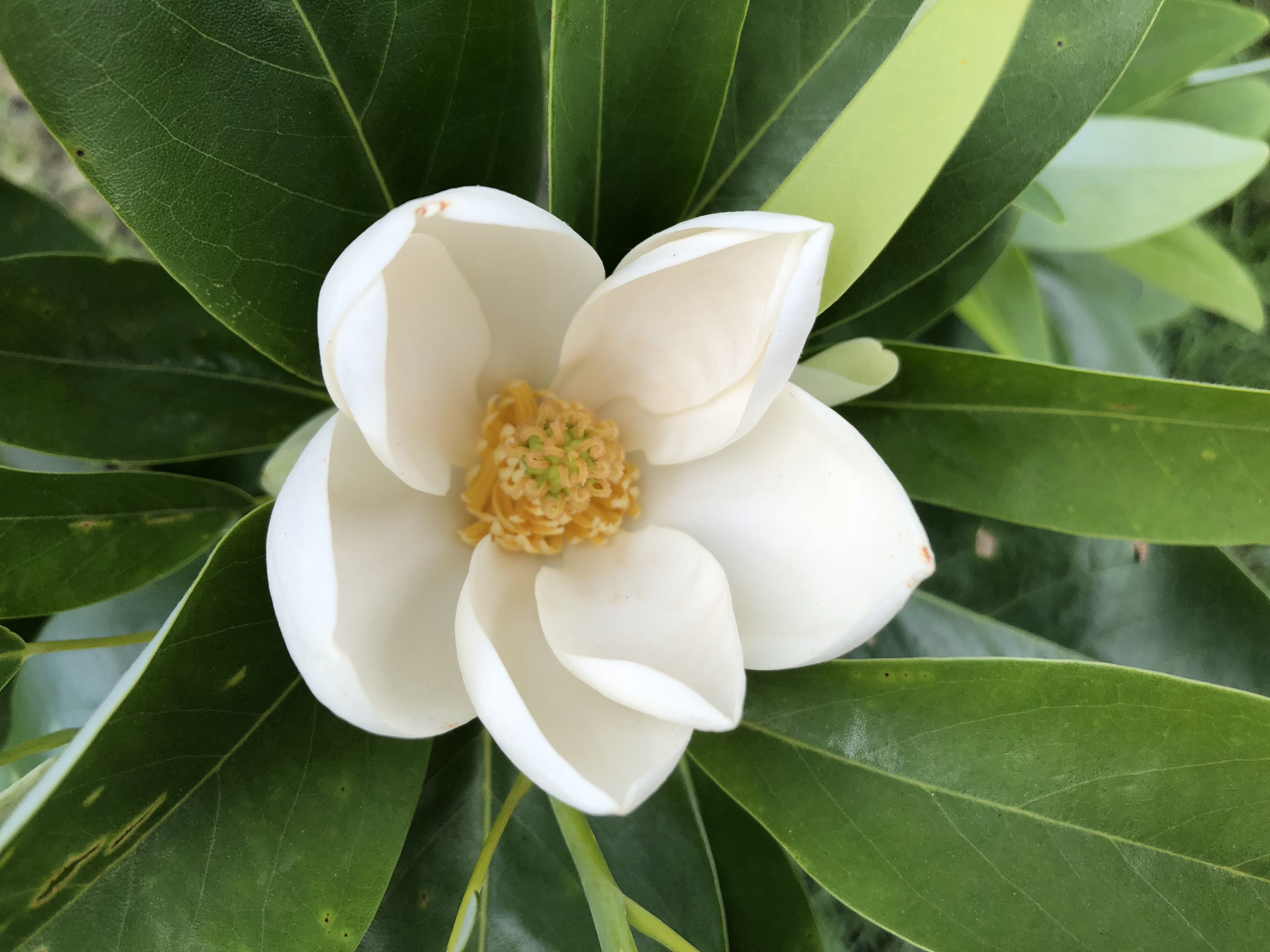
Magnolia virginiana

- Magnolia vargasiana A.Vázquez & D.A.Neill
- Magnolia vazquezii Cruz Durán & K.Vega
- Magnolia venezuelensis (Lozano) Govaerts
- Magnolia ventii (N.V.Tiep) V.S.Kumar
- Magnolia villosa (Miq.) H.Keng
- Magnolia virginiana L.
- Magnolia viridipetala (Y.W.Law, R.Z.Zhou & Q.F.Yi) C.B.Callaghan & Png
- Magnolia × viridula (D.L. Fu, T.B. Zhao & G.H. Tian) Noot.
- Magnolia virolinensis (Lozano) Govaerts
- Magnolia vovidesii A.Vázquez, Domínguez-Yescas & L.Carvajal
- Magnolia vrieseana (Miq.) Baill. ex Pierre

## W
- Magnolia wendtii A.Vázquez
- Magnolia wetteri A.Vázquez

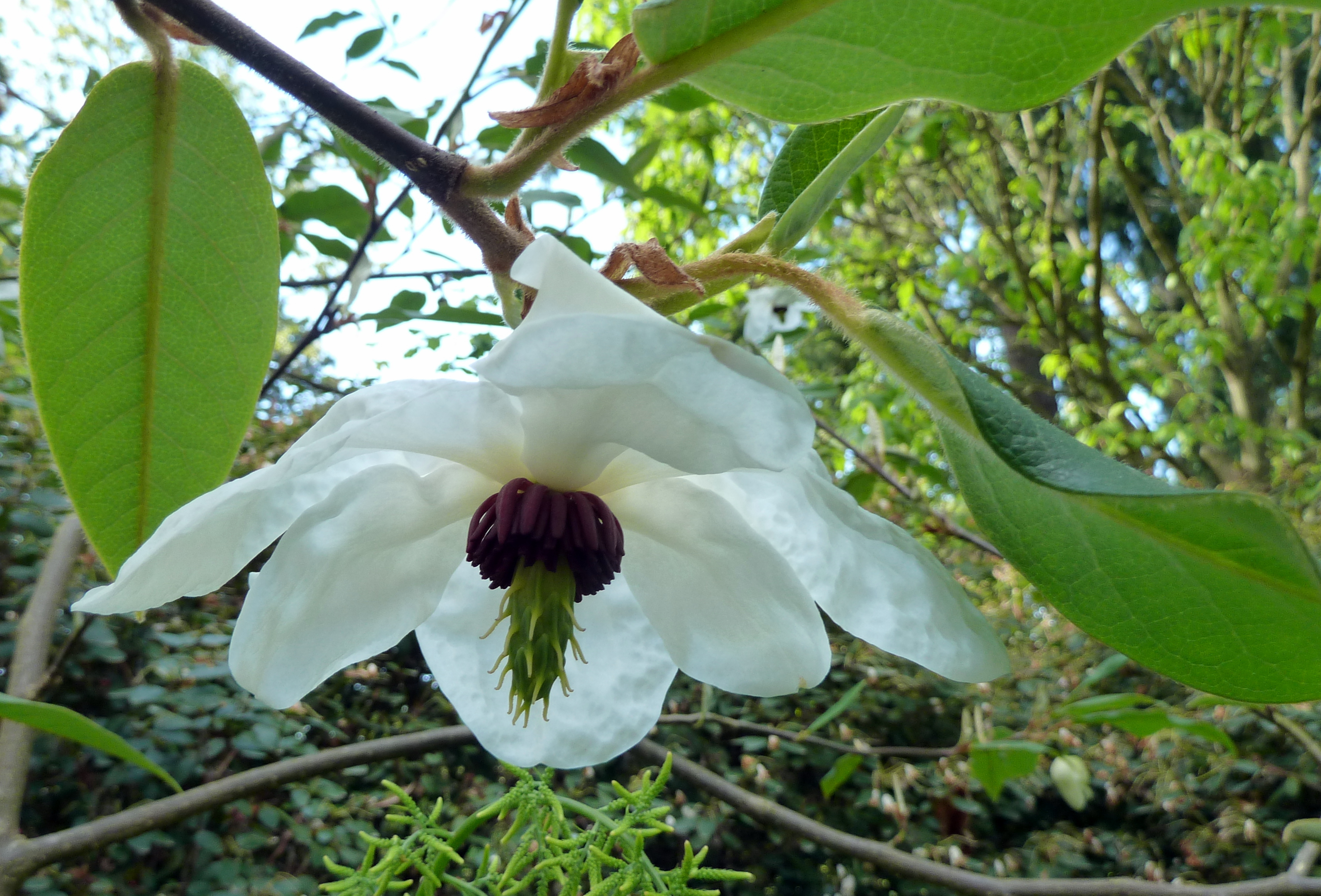
Magnolia wilsonii

- Magnolia wilsonii (Finet & Gagnep.) Rehder
- Magnolia wolfii (Lozano) Govaerts
- Magnolia × wugangensis T.B.Zhao, W.B.Sun & Zhi X.Chen
- Magnolia wuzhishangensis (G.A.Fu & Kun Pan) C.B.Callaghan & Png

## X
- Magnolia xanthantha (C.Y.Wu ex Y.W.Law & Y.F.Wu) Figlar
- Magnolia xiana Noot.
- Magnolia xianianhei (Q.N.Vu) C.B.Callaghan & Png
- Magnolia xinganensis Noot.
- Magnolia xinyangensis (T.B.Chao, Z.X.Chen & H.T.Dai) C.B.Callaghan & Png

## Y

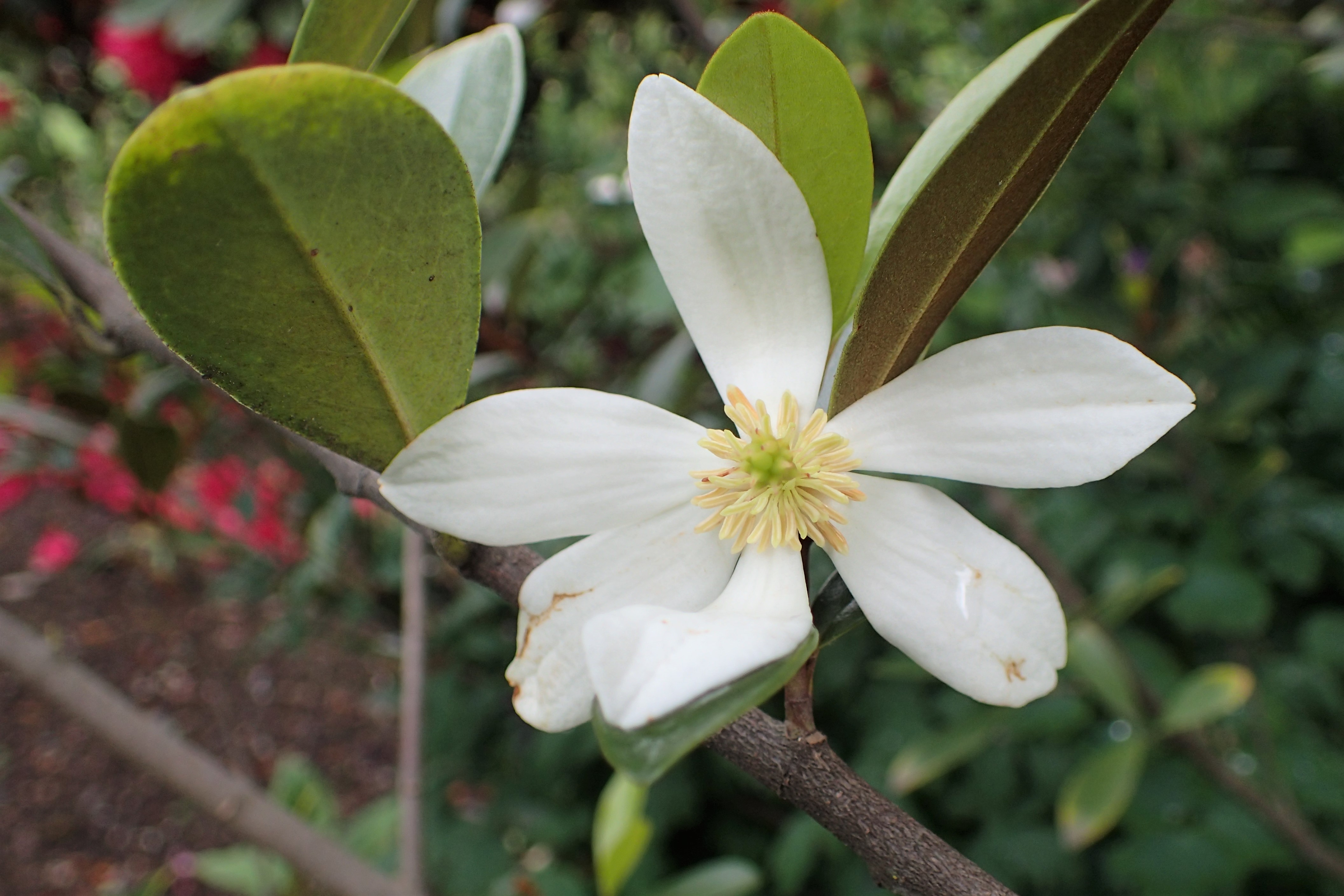
Magnolia yunnanensis

- Magnolia yajlachhi A.Vázquez & Domínguez-Yescas
- Magnolia yantzazana F.Arroyo
- Magnolia yarumalensis (Lozano) Govaerts
- Magnolia yoroconte Dandy
- Magnolia yunnanensis (Hu) Noot.
- Magnolia yuyuanensis (Y.W.Law) V.S.Kumar

## Z
- Magnolia zamorana F.Arroyo
- Magnolia zamudioi A.Vázquez
- Magnolia zenii W.C.Cheng
- Magnolia zhengyiana (N.H.Xia) Noot.
- Magnolia zoquepopolucae A.Vázquez